# Shintō-Schrein

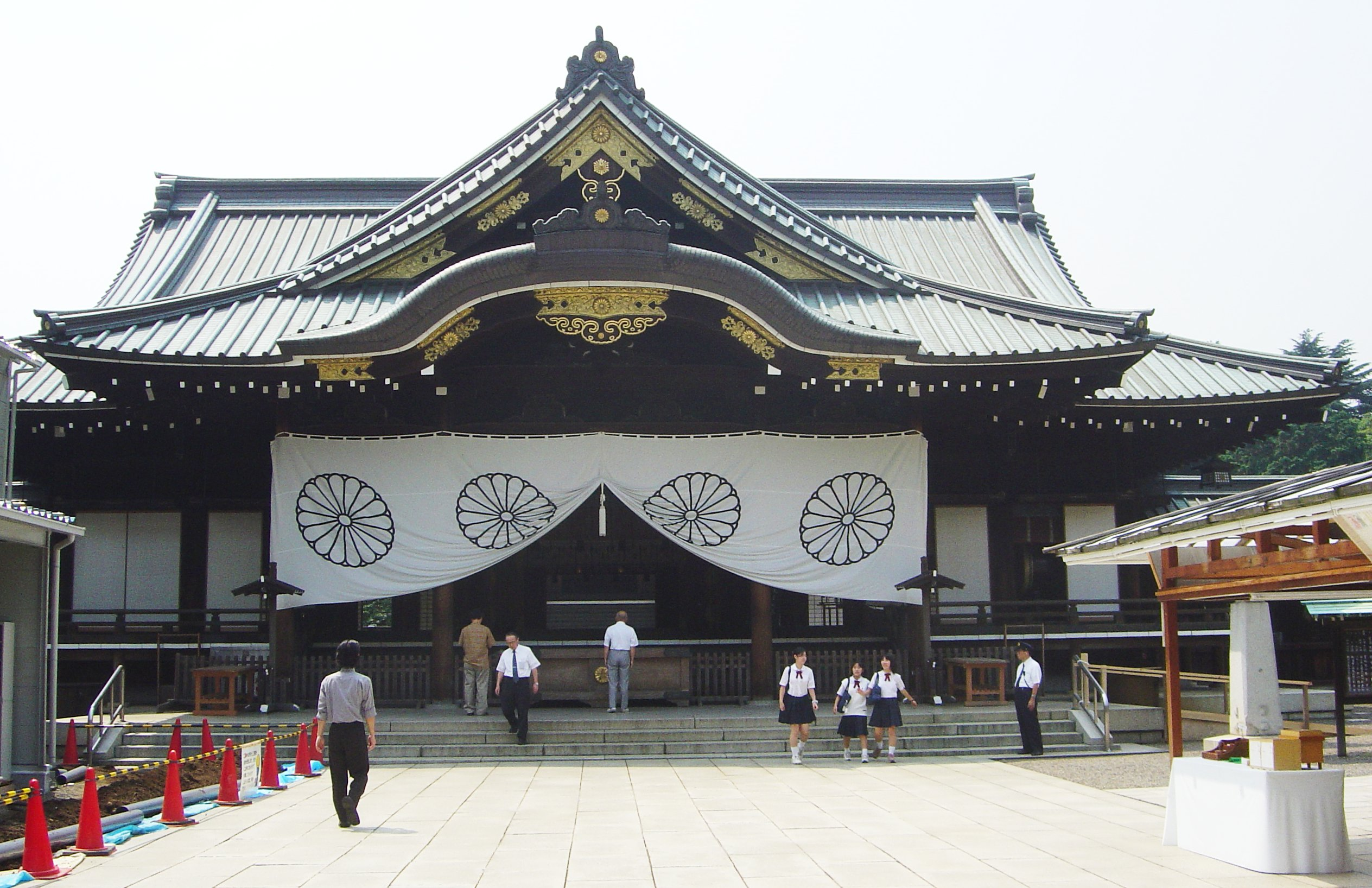
Das Hauptgebäude des kontroversen Yasukuni-Schreins, in welchem im Dienste des japanischen Staates gefallene Soldaten verehrt werden.

Als Shintō-Schrein wird im Deutschen allgemein eine religiöse Stätte des Shintō, im engeren Sinn des Schrein-Shintō bezeichnet. Im Japanischen wird üblicherweise seit 1882 (nach einem Gesetz zur Klassifizierung der Shintō-Organisationen) das Wort Jinja (jap. 神社) verwendet, es gibt jedoch eine Reihe weiterer Bezeichnungen für unterschiedliche Typen von Schreinen, auf die weiter unten eingegangen wird.
In Schreinen wird in Form eines Shintai das Mitama entweder eines einzelnen Kami (was sowohl Gott, Gottheit als auch Seele bedeuten kann), mehrerer Kami oder eines Paares, etwa Mutter und Kind, verehrt. Es gibt eine Vielzahl ganz unterschiedlicher Kami. Einige gehen auf Natur- und Fruchtbarkeitsgötter aus alten Kulten zurück, andere sind im Shintō-buddhistischen Synkretismus (shinbutsu shūgō) zu Kami gewordene Bodhisattvas. Auch die Seelen Verstorbener werden als kami verehrt.
Es gibt in ganz Japan etwa 80.000–100.000 als solche registrierte Shintō-Schreine (die niedrigere Zahl ist eine Angabe der „Vereinigung der Shintō-Schreine“), die tatsächliche Zahl dürfte aber weit höher liegen (durch Schreine, die sehr klein sind oder nicht mehr aktiv verwaltet werden). Sie finanzieren sich hauptsächlich durch Spenden der ihnen jeweils geografisch zugehörigen Gemeinden (ujiko).

## Geschichte
Schreine lassen sich in der japanischen Geschichte schon seit der Herrschaftszeit von Kaiser Jimmu in Japan nachweisen. Die Entstehung der Schreine als eigenständiger Typ religiöser Architektur lässt sich historisch auf drei verschiedene Grundformen zurückführen:
- Sehr frühe Formen des Shintō bzw. der ältesten Religionen in Japan verehrten Kami bzw. Gottheiten in ihren natürlichen Wohnorten, insbesondere in dichten Wäldern und dort in sogenannten himorogi (Stellen, wo die Bäume dick wachsen). Bestimmte Bäume funktionierten dabei als natürliche Quasi-Schreine, wurden aber über die Generationen hinweg auch vom Menschen künstlich als eben heilige Stellen markiert. Diese ständigen, über bloße Platzierung von geheiligten Steinen (iwasaka) hinausgehende Markierungen führten schließlich in einem fließenden Übergang zu den tatsächlichen Bauten.
- Eine weitere Entstehungsform waren die Gräber der japanischen Helden, wo diese verehrt wurden. Das frühe Japan und die damaligen Religionen kannten nicht die erst später sich entwickelnde typische extreme Abneigung gegenüber allen mit dem Tod zusammenhängenden Phänomenen, wie sie im späteren und auch gegenwärtigen Shintō vorherrscht.
Schon der Tod des legendären Kami Izanagi no Mikoto führte zur Verehrung seiner ewigen Ruhestätte, dem Kakureno-Miya (Schrein der Toten). Der Ahnenkult, sowohl reale als auch fiktive religiöse Gestalten betreffend, führte somit als eines der ältesten wesentlichen Merkmale des Shintō ebenfalls zur Entwicklung der religiösen Stätten.
- Ähnlich wie im Buddhismus mit seinen Tempeln, hat es auch im Shintō Umfunktionierungen von weltlichen Stätten, wie Palästen und Residenzen des japanischen Adels, zu religiösen Stätten gegeben.

Da ein Shintō als Religion, wie er heute oft fälschlicherweise zurückprojiziert wird, vor der Tokugawa-Zeit kaum belegbar ist, war auch die Auffassung von den Schreinen vor jener Zeit eine grundlegend andere. Die Schreine gehörten oft zu buddhistischen Tempeln oder wurden von buddhistischen Priestern oder Yamabushi geführt. Nur wenige Schreine hatten vor dem 11. Jahrhundert schon permanente Priester. Selbst der von den Fujiwara geförderte Kasuga-Taisha hatte erst ab 996 einen dort residierenden Priester. Vor der Einführung des Buddhismus sind auch daoistische Elemente in den ältesten Schreinen, wie z. B. dem Ise-jingū, nachweisbar.
Die Schreine dienten als rituelle Orte bei Matsuri (Festen), anfangs besonders auf führende Sippen bezogen, ab der Kamakura-Zeit aber zunehmend auch von normalen Personen auch an Tagen ohne Matsuri besucht. Bedeutsam für die Entwicklung des Schreinwesens war die Möglichkeit, wie buddhistische Tempel steuerfreies Land (jap.: Shōen) gespendet zu bekommen. Aus den großen Shōen-Schreinen gingen später viele der Hauptschreine von Schrein-Netzwerken in der Tokugawa-Zeit hervor, in der auch das Wort Shintō sich entwickelte.
Durch die rasanten Veränderungen in der Meiji-Zeit wurde auch das Schreinwesen stark verändert. Einerseits war der Shintō nun eine Art Nationalreligion und damit wurde er gefördert, andererseits übte der Staat auch Druck auf die Schreine aus. Sie sollten in ein System gepresst werden, das sich stark von ihrer vorherigen lokalen Organisation unterschied. Gesetze wie, dass es pro Dorf nur einen Schrein geben durfte, dass Shintō-Priester an bestimmten staatlichen Institutionen ausgebildet werden sollten und die Etablierung von Schreinen zum Schutz des Landes überall in Japan (siehe Yasukuni-Schrein), übten einen beträchtlichen Einfluss auf das lokale Schreinwesen aus.

## Schreinanlage

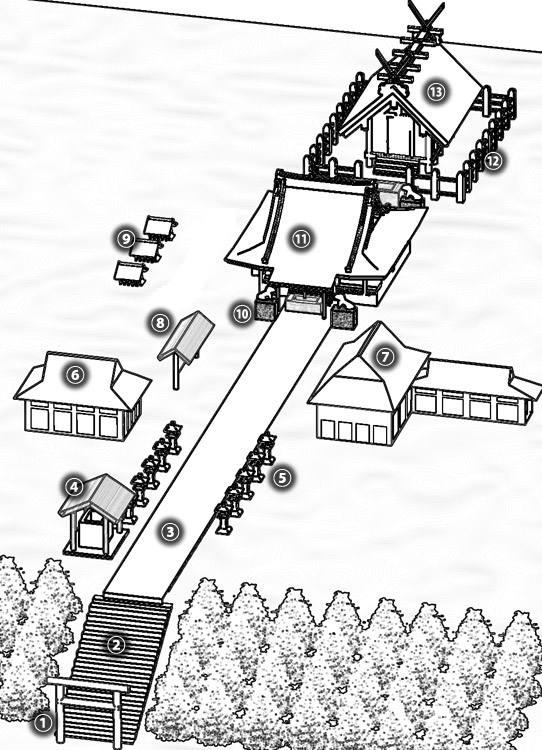
Musterhafter Aufbau einer Shintō-Schreinanlage:
1. Torii,
2. Steintreppe,
3. Sandō, Weg zum Hauptschrein,
4. Brunnen zur Mund- und Handreinigung (Chōzuya oder Temizusha),
5. Tōrō,
6. Kagura-den (Bühne für Kagura-Aufführungen),
7. Verwaltungsbüro (Shamusho),
8. Ema,
9. Zweigschrein (Setsumatsusha Sessha/massha),
10. Löwenhunde (Komainu),
11. Gebetshalle (Haiden),
12. Zaun / Einfriedung des Schreins (Tamagaki),
13. Hauptschrein (Honden)

Shintō ist eine sehr heterogene Religion ohne zentral schriftlich fixierte und für alle Gläubigen verbindliche Gebote (mit Ausnahme von zentralisierenden Tendenzen im Staats-Shintō ab der Meiji-Restauration bis zur Kapitulation Japans). Daraus resultiert auch im Schrein-Shintō, dass bis auf den honden keine Bauten als liturgisch vorgeschrieben zu verstehen bzw. in jedem Schrein zu finden wären. Im Folgenden wird daher lediglich ein Überblick über die charakteristischsten und am häufigsten vorkommenden Merkmale der Architektur der Shintō-Schreine gegeben.

### Schreinzugang, Schreinareale

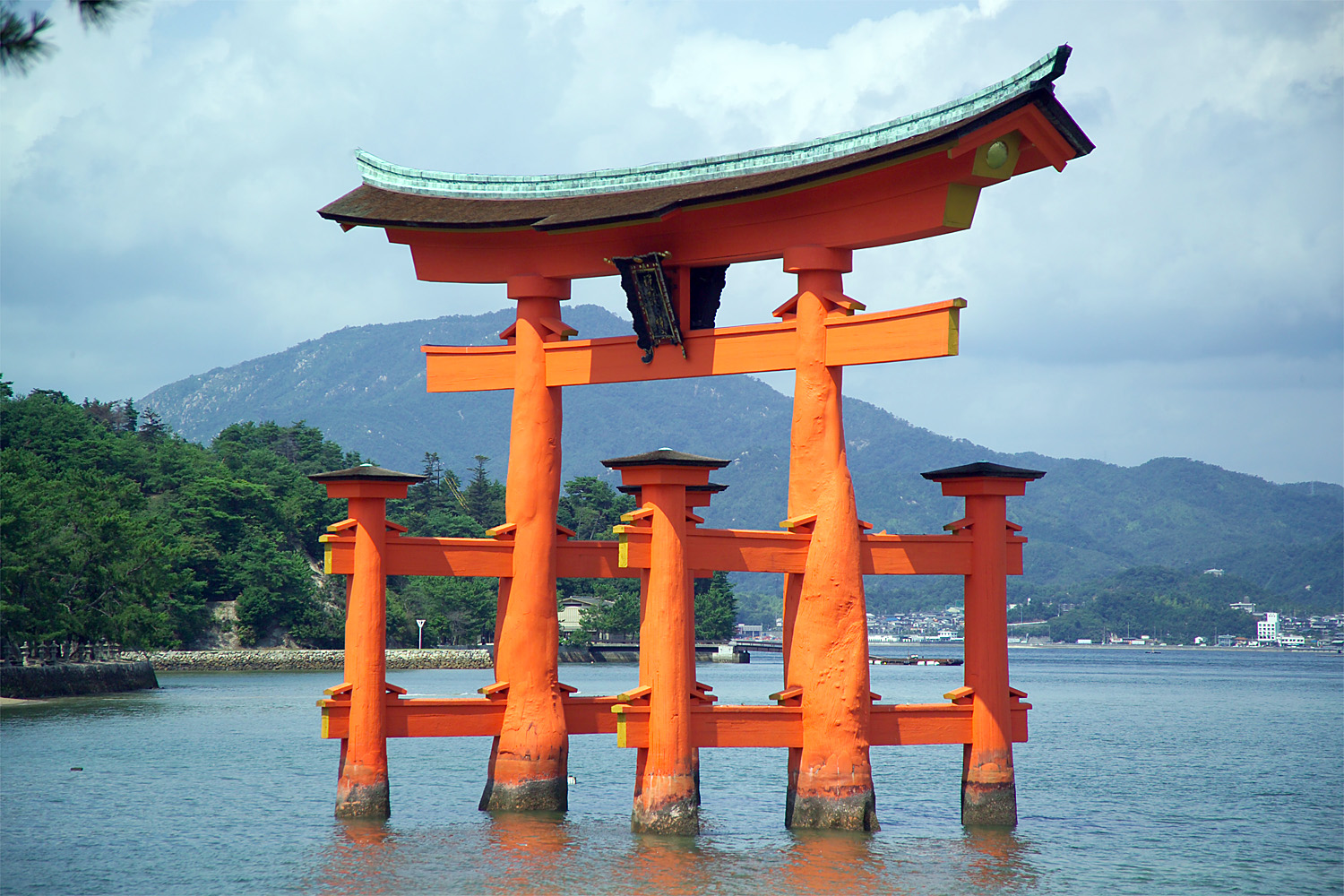
Torii am Itsukushima-Schrein

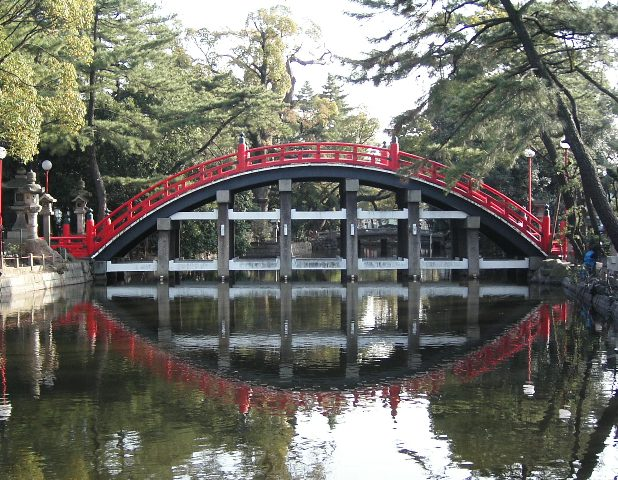
Brücke im Sumiyoshi-Taisha

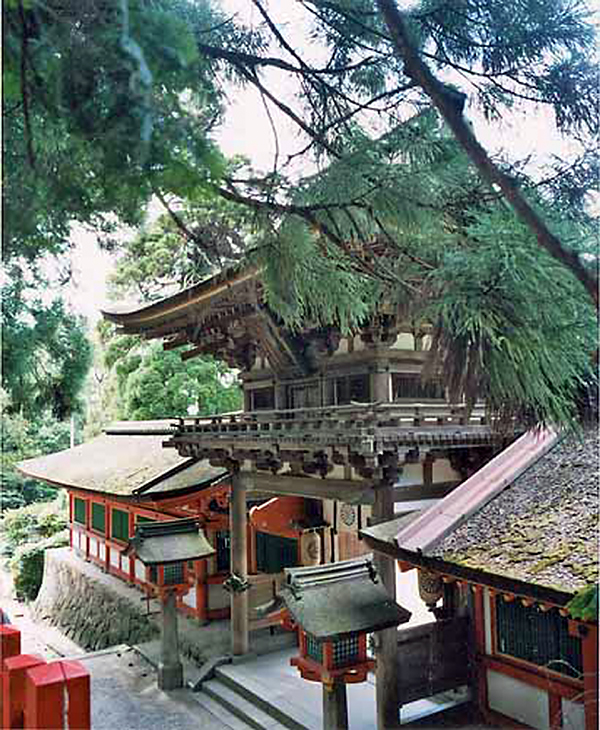
Rōmon des Isonokami-jingū

Obwohl alle Bereiche des Schreins (keidai-chi) heilig sind, genießen nicht alle denselben Grad der Heiligkeit. Generell steigert sich diese vom Eingang bis zum Allerheiligsten. Die meisten größeren und bekannteren Schreine bestehen aus mindestens zwei Arealen, dem inneren und dem äußeren, wobei die Hauptgebäude (wie honden und haiden, s. u.) im inneren Bereich liegen und der äußere meist nur für touristische Zwecke genutzt wird. Die verschiedenen Abschnitte werden dabei – grob gesprochen – durch drei verschiedene Typen von Bauwerken voneinander abgegrenzt:
- Der Eingang zu einem Schrein wird ganz charakteristisch durch ein Torii, ein Tor mit zwei Querbalken, markiert. Auch verschiedene Areale innerhalb des Schreins werden mit Torii voneinander abgegrenzt. Normalerweise hat jeder Hauptschrein drei Torii.
- Für gewöhnlich überqueren Besucher eines Schreins auch ein oder mehrere Brücken (hashi oder shinkkyō), bevor der eigentliche Teil des Schreins (honsha) erreicht wird. Maßgeblich dabei ist die Idee, dass das Wasser als reinigende Kraft wirkt und Besucher bei der Überquerung den unreinen Teil ihres Selbst zurücklassen. Manche dieser Brücken sind monumentale Bauwerke; viele von ihnen sind so gebaut, dass es schwierig ist, sie überhaupt zu überqueren. Manchmal findet sich in ihrer Nähe auch ein kleiner Schrein für die Harai-no-kami, die Götter der Reinigung.
- Die Shin-mon (神門, Göttertore) sind Tore in Reihen von Zäunen (tama-gaki), für gewöhnlich zwei oder drei (manchmal auch mehr) pro Schrein. Manche dieser Tore sind recht gewöhnlich, andere wiederum so monumental wie die Hauptgebäude selbst. Die Shin-mon teilen sich wiederum in sechs grobe Typen auf:
  - Rōmon (楼門, Turmtore) ist ein allgemeiner Begriff, der auch für besondere Tore reserviert werden kann. Manchmal sind dies zweistöckige kleine Türme, die früher den kaiserlichen Boten vorbehalten waren.
  - Sōmon bezeichnet zumeist das Tor, das durch den zweiten tama-gaki führt, kann aber auch die äußeren Tore bezeichnen.
  - Yotsu-ashi-mon haben vier (yotsu) Pfeiler (ashi) zur Unterstützung der Hauptpfeiler, von denen das eigentliche Tor hängt.
  - Yatsu-ashi-mon haben acht (yatsu) Pfeiler (meist aus quadratisch geschnittenem Holz) zur Unterstützung der vier Hauptpfeiler (meist aus rund geschnittenem Holz).
  - Kara-mon sind Tore im chinesischen (kara) Stil mit Giebeln links, rechts, vorne und hinten. Dieser Stil kam in der Kamakura-Zeit auf.
  - Zuijin-mon (随神門) sind Tore, in denen die Wächter-Kami des Tores (Zu-jin oder auch Kado-mori-no-kami, Mon-shu-jin oder Onzaki-sama) verehrt werden oder die von deren Statuen zur Linken und zur Rechten flankiert werden. Dieser Bautyp findet sich zumeist in der Chūgoku-Region. Die Tore nehmen dann für gewöhnlich den Namen der jeweiligen Gottheit auf, deren Reliquien in ihnen verehrt werden.

Auf dem Weg zu den anderen Gebäuden steht seitlich ein Waschbecken, genannt chōzuya (手水舎), in dem die Schreinbesucher Hände und Gesicht reinigen sollen. Dazu nimmt man eine der bereitgestellten Schöpfkellen aus Bambus und gießt das Wasser zuerst über die rechte, dann die linke und wieder über die rechte Hand. Dabei sollte man die Hände nicht über, sondern vor das Becken halten, damit das Wasser auf den Boden tropft und nicht in das Becken zurück. Außerdem gehört zum Ritual, dass man einen Schluck vom Wasser nimmt.

### Schreingebäude
Shaden (社殿) ist ein Begriff für die Hauptgebäude eines Schreins. Darunter fallen:
- honsha (in -jingū) oder hongū (in -jinja) sind die zentralen Gebäude des Schreins, in welchen der oberste Haupt-Kami (主神, shushin) bzw. die Haupt-Kami (祭神, saijin) verehrt werden und umfassen ihrerseits honden, heiden und haiden.

Des Weiteren existieren Typen von Schreingebäuden, in denen für gewöhnlich andere Kami (meist ihrerseits Haupt-Kami anderer Schreine) als der oder die Haupt-Kami des jeweiligen Schreins verehrt wird (mit Ausnahmen: Manchmal wird dort ebenfalls der oder die Haupt-Kami (so z. B. im bekkū des Atsuta-jingū) oder ein Aspekt oder der Geist (mitama) verehrt). Diese sind für gewöhnlich (mit absteigender Wichtigkeit):
- bekkū (auch betsu-gū oder bessha), allgemein meistens reserviert für Schreine, deren Kami in ihrer direkten Beziehung zum Haupt-Kami des Schreins als besonders wichtig gelten.[1]
- sessha und massha

Für sessha und masha existieren keine eindeutigen und offiziellen Definitionen, sie sind jedoch gebräuchliche Bezeichnungen für Schreingebäude, die zwar nicht notwendigerweise auf dem Gelände des Hauptschreins stehen, jedoch mindestens eine der folgenden Bedingungen erfüllen: 1) der oder die Kami des Gebäudes ist ein Lebensgefährte oder Kind (御子神, mikogami) des Haupt-Kami des Hauptschreins, 2) das Gebäude existierte bereits vor dem Eintreffen der oder des Haupt-Kami im Hauptschrein, 3) das Gebäude ist der Verehrung des aramitama (der zur Herrschaft durch Autorität bemächtigte Geist) des oder der Haupt-Kami gewidmet, 4) das Gebäude ist der Verehrung des jinushigami (地主神, auch tochigami, chi no kami und jinushisama; lokale Schutzgottheit des Grundstücks) des oder der Haupt-Kami gewidmet, 5) alle sonstigen Schreine, die besonders relevanten Beziehungen aufweisen.

#### Haupthalle
In den honsha oder hongū werden die Haupt-Kami des jeweiligen Schreins verehrt. Manche Schreine haben als Abgrenzung dazu den Begriff kyakuden (客殿) eingeführt, um Gebäude zu beschreiben, in denen „Gast-Kami“ (相殿神, aidono-no-kami) verehrt werden. In manchen Schreinen werden aidono-no-kami aber auch im honden verehrt, worin dann spezielle Altare (相殿, aidono genannt) zur Rechten und zur Linken des Hauptaltars für diese bereitstehen.
Im Zentrum jedes Schreins steht der honden (本殿, wörtlich: „Hauptgebäude“), der Bereich der / des Kami, der im Schrein verehrten Gottheit, also das Allerheiligste. Üblicherweise ist es der Öffentlichkeit nicht zugänglich, die Priester betreten es nur, um ihre Rituale zu vollziehen. Bautechnisch ist der Honden das Herz des Schreinkomplexes, zwar mit dem Rest der Schreinanlage verbunden, aber üblicherweise etwas erhöht und mit einem Zaun abgesperrt. Der Honden ähnelt den anderen Schreingebäuden, wenn auch etwas kleiner. Die Türen werden nur zu religiösen Festen (matsuri) geöffnet. Im Herzen des Honden befindet sich in einem speziellen „Sitz“ namens shinza (神座) der goshintai oder shintai (wörtlich etwa: „ehrwürdiger Körper der Gottheit“), den man als den Sitz der Seelen (mitama) der Kami verehrt. Dies kann etwa ein Stein sein, die häufigsten Typen von Reliquien sind aber Schwerter, Spiegel und Edelsteine, verweisend auf die Throninsignien Japans. In manchen Schreinen (wie dem Hirota-Schrein in Nishinomiya) existieren neben dem „Haupt“-honden sekundäre honden, waka-den genannt. Andere Schreine haben für jeden Kami auf ihrem hongū einen eigenen honden: Der Kasuga-Taisha hat fünf, der Hirano-Schrein in Kyōto und der Yoshida-Schrein (ebenda) haben jeweils vier, der Aso-Schrein in der ehemaligen Gemeinde Ichinomiya (heute: Aso) drei.
Die Hauptgebäude sind traditionellerweise alle aus Holz gebaut, bevorzugt aus dem der Hinoki-Scheinzypresse. Durch die jahrhundertelangen Erfahrungen mit Bränden besteht aber seit der Nachkriegszeit eine Tendenz dazu, zumindest Wände und Fußböden aus Beton anzufertigen.
Der Tradition nach bestehen die Dächer zumeist aus Chinaschilf oder dicken Schuppen aus Hinoki-Holz. Neuere Gebäude, wie der Meiji-Schrein haben stattdessen Kupferplatten.

#### Zeremonienhallen
Dem honden, dem eigentlichen Heiligtum, vorgelagert sind einmal der haiden (拝殿, etwa „Gebetshalle“), meist kleiner und unscheinbarer als der honden, dafür aber den Laien zugänglich. Hier können die Gläubigen ihre Gebete an die Kami richten. Dazu ist vor dem Gebäude eine Glocke an einem Seil angebracht. Gläubige werfen eine Münze, meist 5 oder 50 Yen, in eine dafür aufgestellte große Holzkiste (saisen-bako), läuten die Glocke und klatschen zweimal in die Hände, um die Aufmerksamkeit der Gottheit zu erlangen. Der Ise-jingū besitzt kein haiden.
Zum anderen kommt vor dem honden meist noch der heiden (幣殿), in denen Geistliche Opfer (heihaku) darbringen. Manche Schreine wie der Ise-jingū oder Atsuta-jingū besitzen keinen heiden. Es existieren auch Ausnahmen, in denen Ersatz- oder Repräsentationsformen benutzt werden, wie ein dreifaches Torii (im O-miwa-taisha) oder ein durch Steine abgegrenztes Feld unter dem freien Himmel (im Nishinomiya-Schrein). Auch werden bei manchen Schreinen eigene, andere Namen für das Gebäude verwendet (z. B. jukken-rō, norito-den). Der Mae-miya des Suwa-Taisha besitzt kein eigenes heiden, dafür aber je zwei haiden in jeweils großer Entfernung voneinander. Auch beim heiden sind wie beim haiden Ausnahmen in weiteren Ersatzformen bekannt.

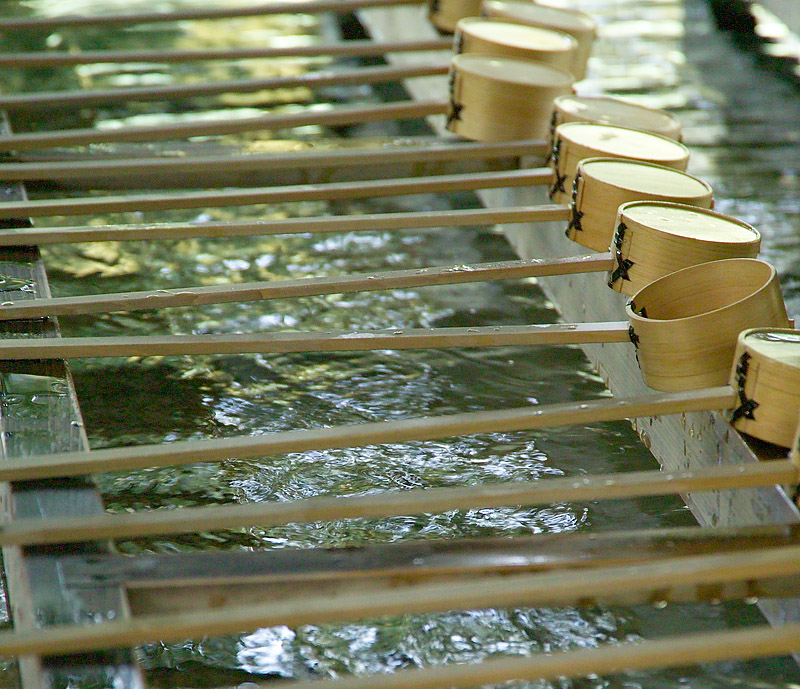
Chōzuya im Meiji-Schrein
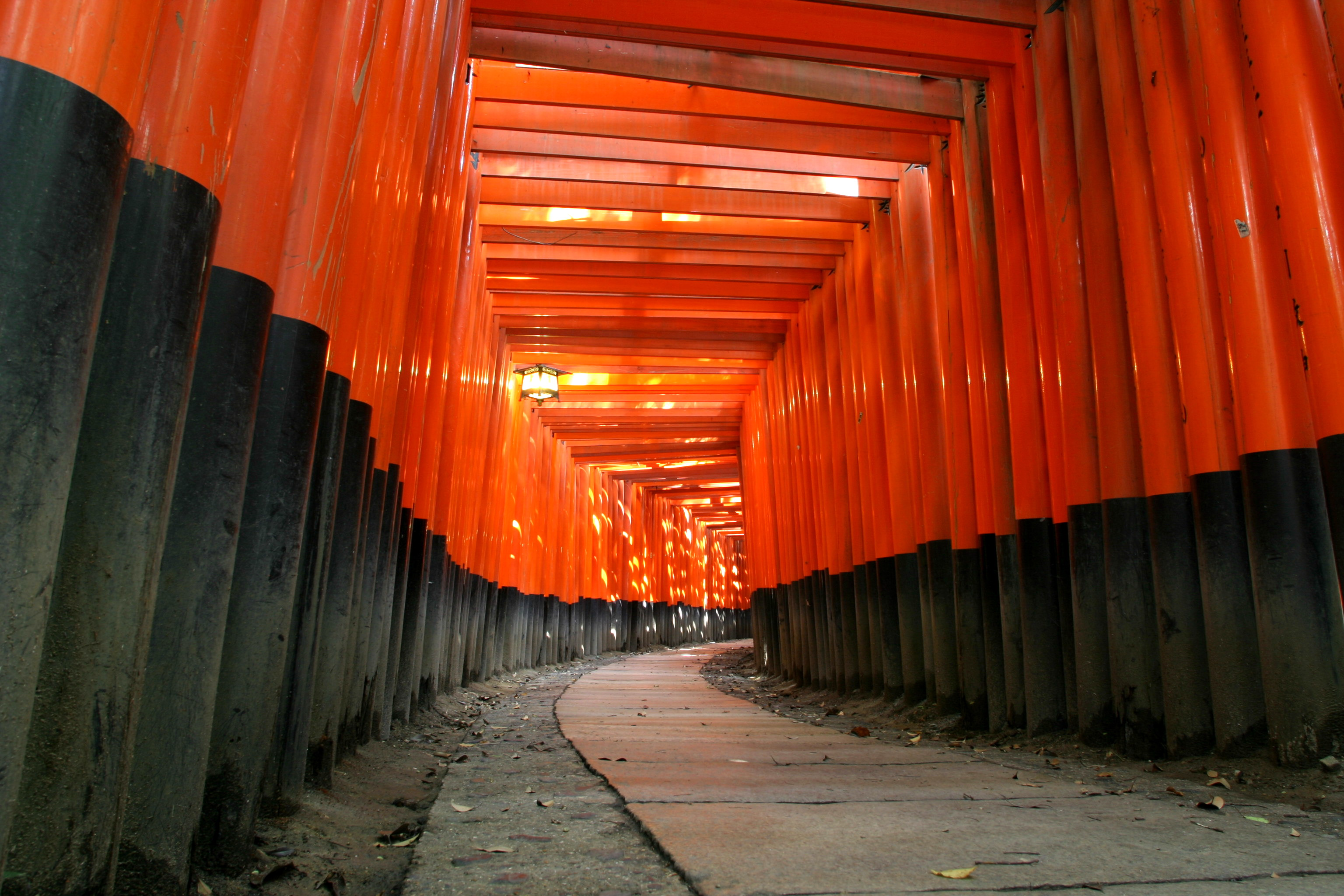
Die berühmten Torii im Fushimi Inari-Taisha
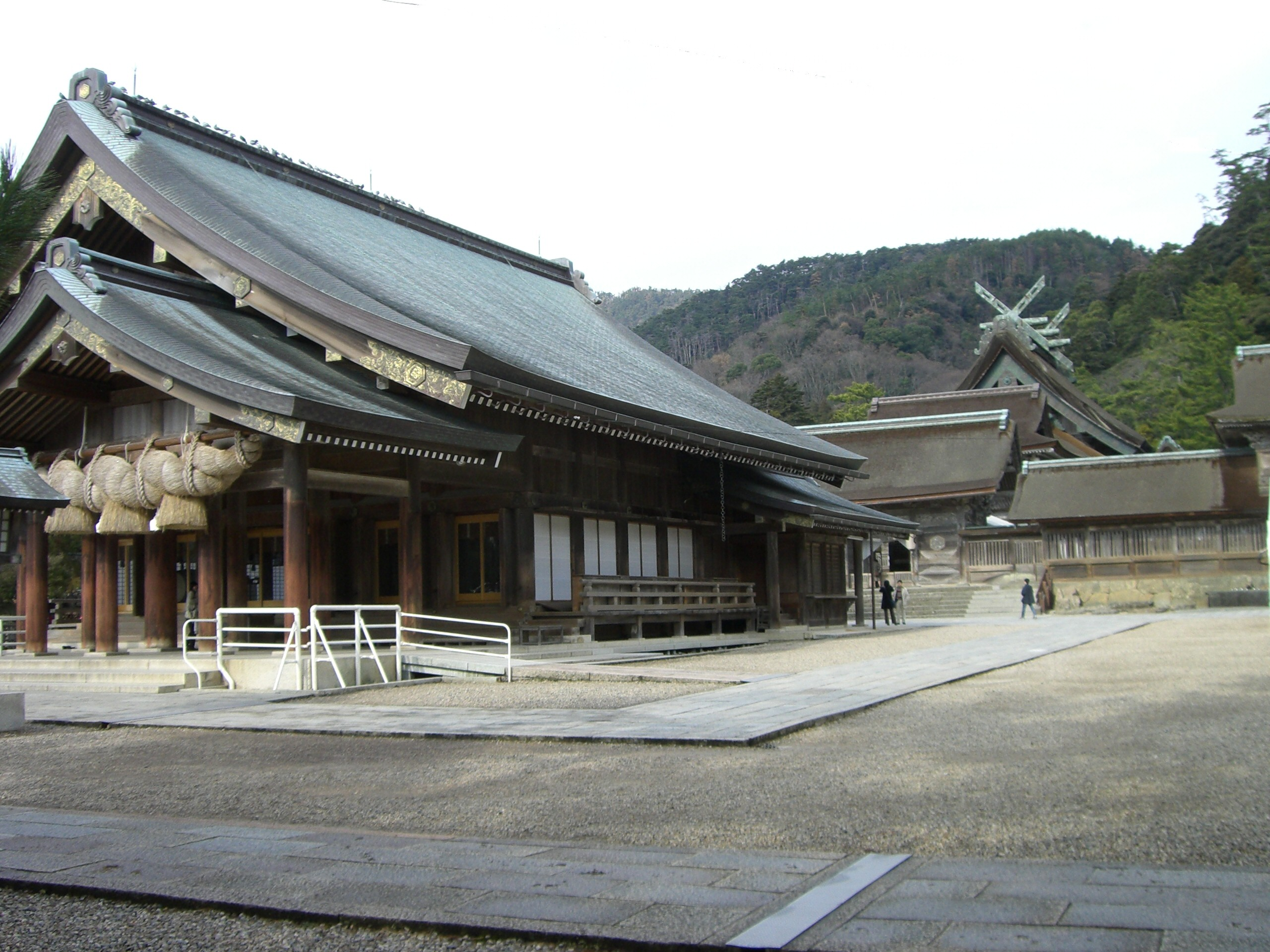
Der honden des Izumo-Taisha
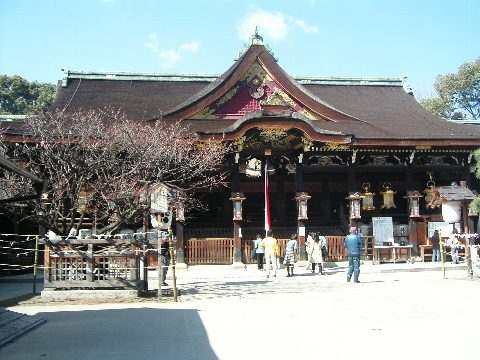
Haiden des Kitano Tenman-gū

#### Andere Gebäude
Die kagura-den (神楽殿) sind Hallen, in denen zeremonielle Tänze (神楽, kagura) und Musik aufgeführt werden. Ähnliche Gebäude gibt es auch für Nō-Theateraufführungen. Beide Typen sind erst in der Muromachi-Zeit entstanden. Davor existieren nur Hofstanz und -musik (gagaku), die für gewöhnlich auf einer zwischenzeitlichen Bühne (舞殿 mai-dono oder bu-den) vor dem honden aufgeführt wurden.
Wegen des steigenden Bedarfs, auch Zeremonien in Gebäuden durchzuführen, an denen Laien teilnehmen (wie Hochzeiten) wurde die gishiki-den (儀式殿, Zeremonienhalle) eingeführt.
Shamusho (社務所) sind in der Meiji-Zeit aufgekommene Büroräume, in denen die bürokratischen und geschäftlichen Angelegenheiten des Schreins bearbeitet werden. Darunter fallen bei großen Schreinen auch oft Gebäude zum Verkauf von Talismanen (wie Omamori, Ema (Pferdebilder) und Omikuji) oder solche, in denen die Gemeindemitglieder des Schreins zum Verzehr ritueller Mahlzeiten (naorai) zusammenkommen, sowie Quartiere für Beamtenbesuch, die Dienerschaft (小使, koshi) und Lagerräume.
Vor der Meiji-Zeit wurden all diese Funktionen normalerweise, insbesondere in kleineren Schreinen, auch in den privaten Hallen der einzelnen Priester (経宮者, keieisha) ausgeführt. Nach der Abschaffung der erblichen Priesterschaft und der zentralen Organisation der Schreine wurde aber die Einführung von Gebäuden nötig, in denen die oben genannten Tätigkeiten ausgeführt werden konnten, ohne in direkter Verbindung mit dem Privatleben der Priester zu stehen. Auch nach Ende des Zweiten Weltkriegs behielten die meisten Schreine diese Einrichtungen bei.
Im Ise-jingū heißen diese Einrichtungen jingū shichō (神宮司庁), im Atsuta-jingū gūchoō (宮庁).
An vielen Hallen eines Schreins, aber auch an Torii und an Bäumen auf dem Schreingelände sind die großen und dicken, aus Stroh geflochtenen Shimenawa zu finden. Diese sollen die Welt der Götter von der diesseitigen Welt trennen und den oder die Kami im behangenen Objekt bewahren.

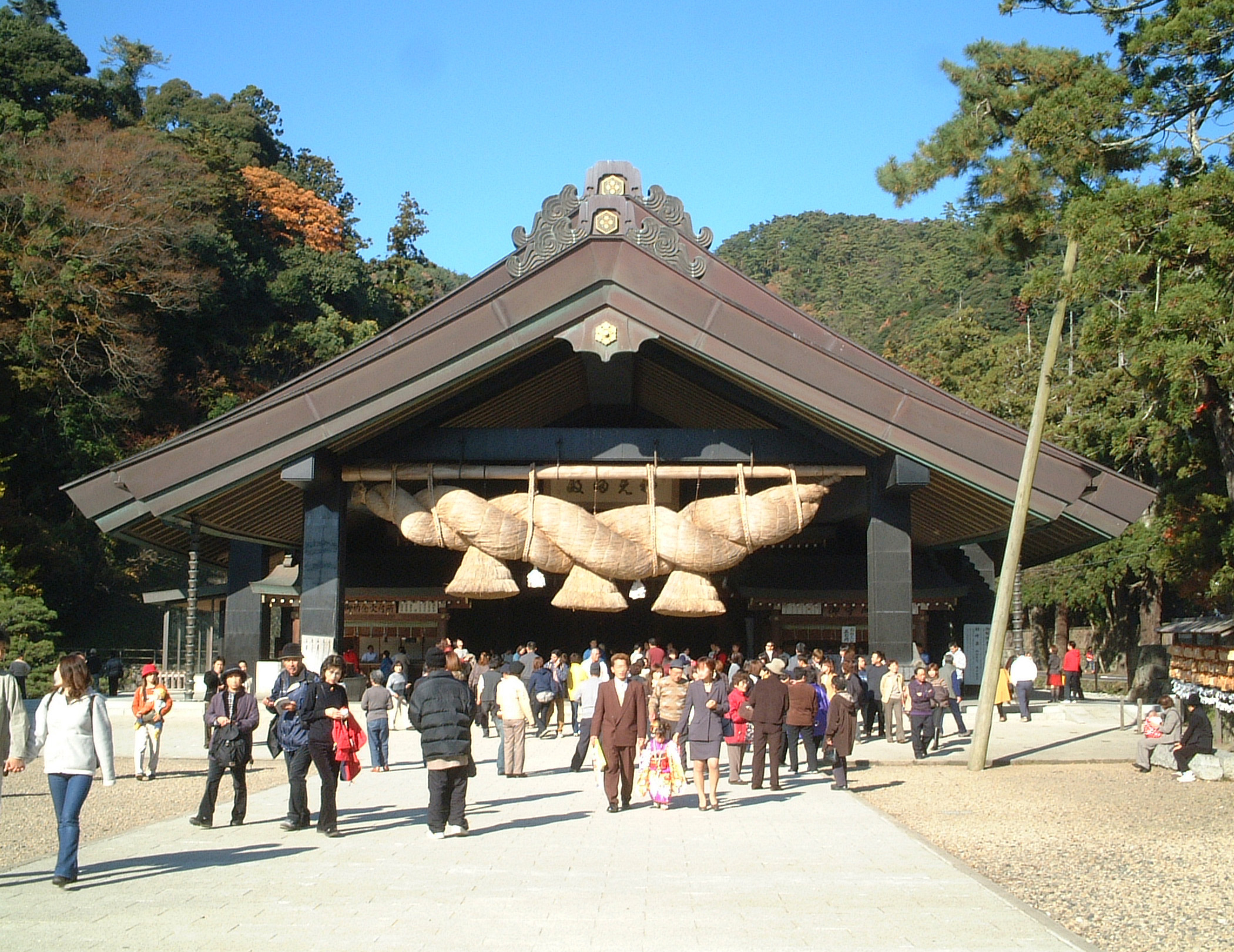
Die kagura-den des Izumo-Taisha
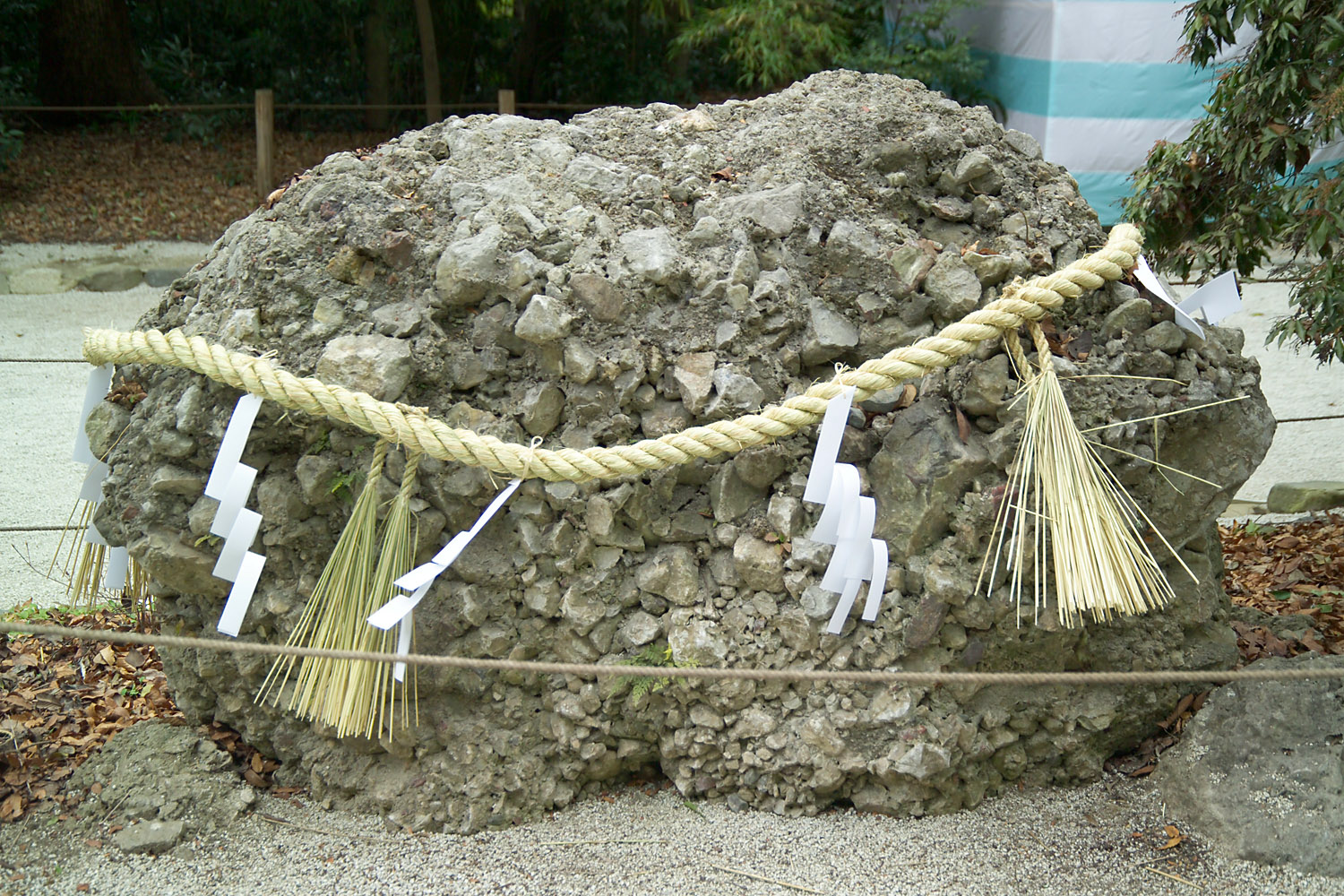
Shimenawa um den Stein Sazare-ishi am Shimogamo-Schrein gewickelt
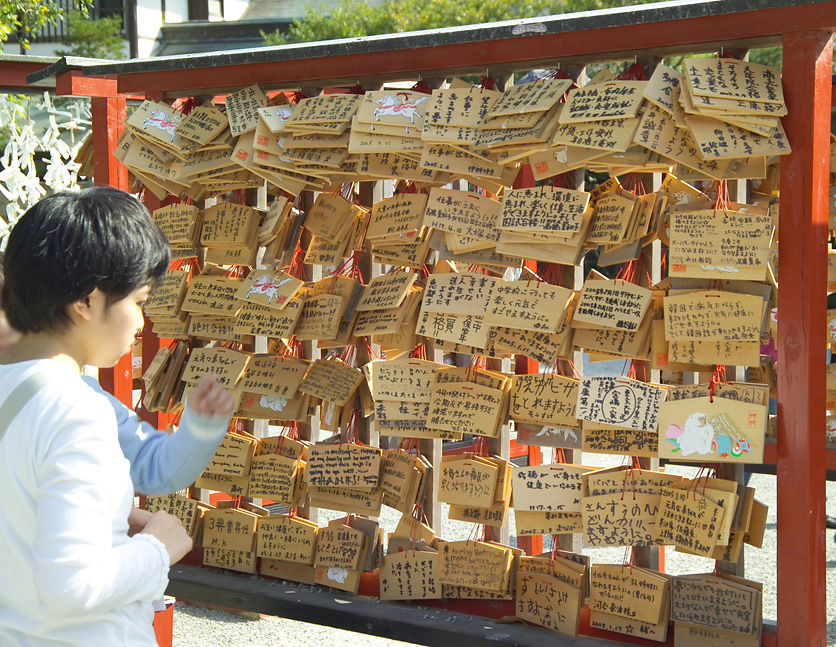
Ema im Tsurugaoka Hachiman-gū

## Typen von Schreinen
Die Typologie der Schreine ist größtenteils uneinheitlich und hat sich im Verlauf der Geschichte immer wieder geändert. Verschiedene Einordnungen nach Hauptgottheiten, Rangordnungen in Bezug auf andere Schreine, geographische Lage, politische Bedeutung oder soziale Funktion sind möglich und bestimmen zumeist mindestens den Namen des jeweiligen Schreins.
- -jinja (神社): Der allgemeine Begriff
- -yashiro bzw. -sha (社): Äquivalent zu Jinja

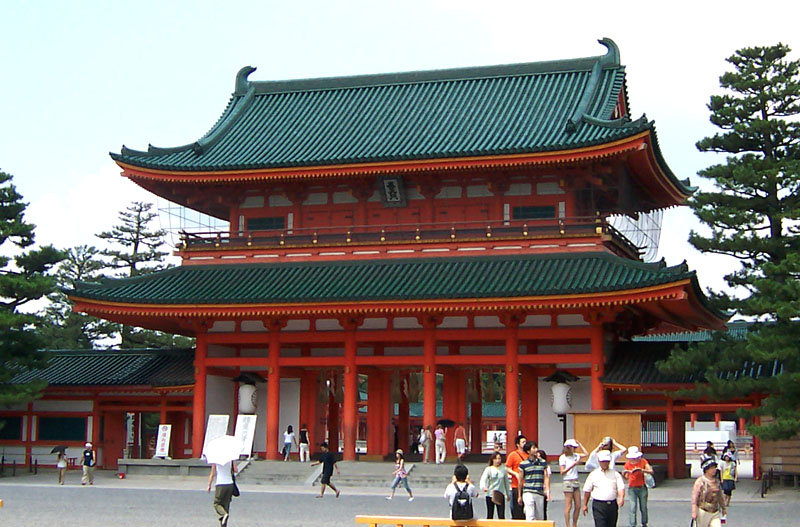
Haupttor zum Heian-jingū in Kyōto

- -jingū 神宮, wörtlich: „Götterpalast“: Der höchste Titel für Schreine, in denen die Ahnen der kaiserlichen Familie verehrt werden oder welche einen anderen besonderen Bezug zum kaiserlichen Hof aufweisen. Jingū allein ist ein Synonym für den Ise-Schrein.
- -Taisha oder Ōyashiro 大社: Durch das zusätzliche Schriftzeichen für groß (大) wird betont, dass es sich um einen besonders großen oder wichtigen Schrein handelt, etwa beim Izumo-Taisha.

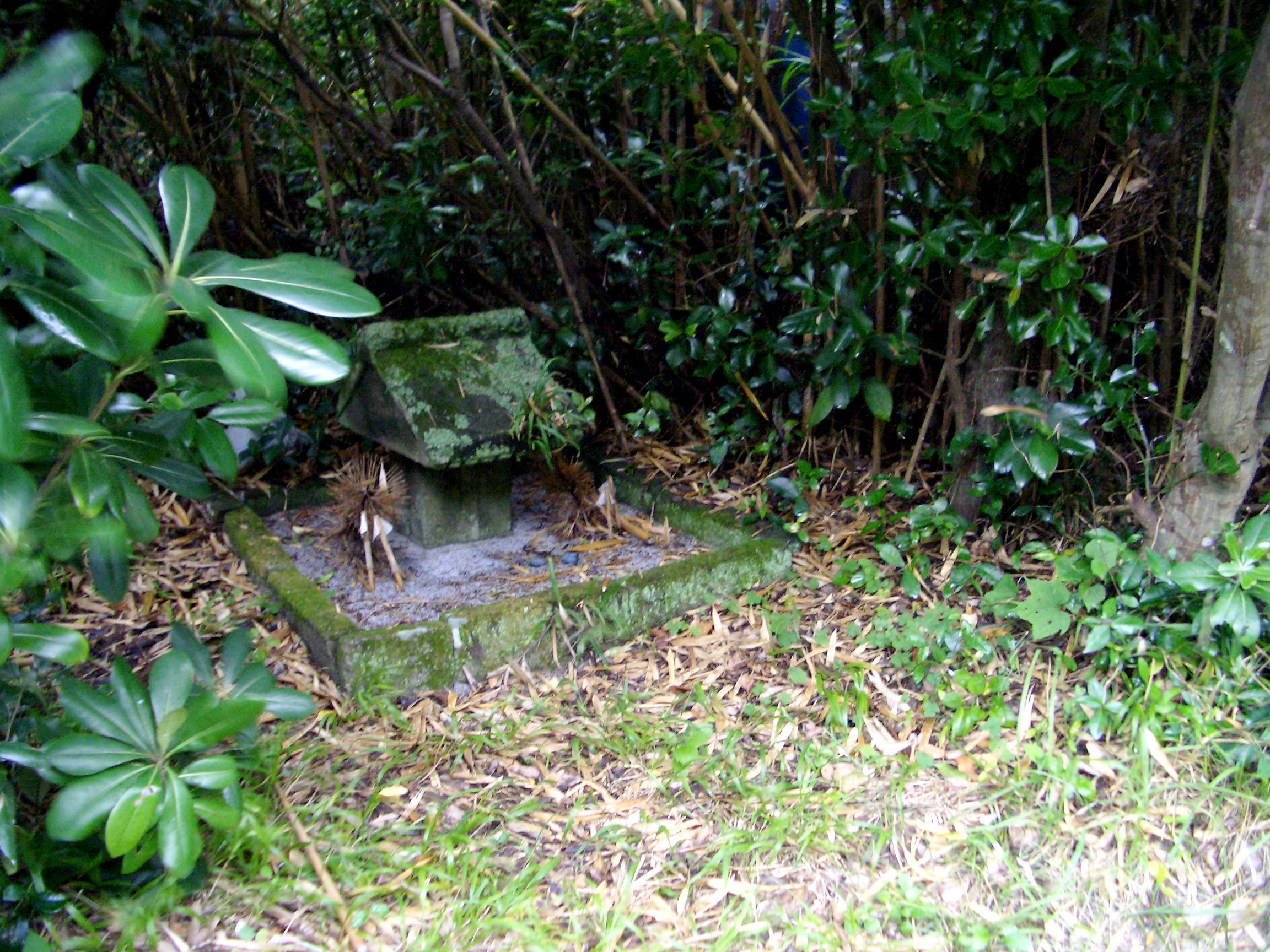
Winziger Schrein an einem Wegesrand auf der Insel Niijima

- Hokura oder Hokora (保倉): Ursprünglich ein separates Gebäude, in dem die Schätze des Schreins aufbewahrt wurden. Gegenwärtig werden mit diesem Begriff kleinere Schreine bezeichnet, in denen kleinere Kami (wie z. B. ujigami) verehrt werden. Diese kleineren Schreine befinden sich entweder innerhalb größerer Schreine oder außerhalb davon, falls bestimmte Glaubensgrundsätze es nicht ratsam erscheinen lassen, bestimmte Gottheiten anderen Gottheiten sozusagen unterzustellen. Sie befinden sich im letzteren Fall dann oft zumindest in der Nähe von größeren Schreinen, zum Beispiel an Rändern der Straßen, die dorthin führen.

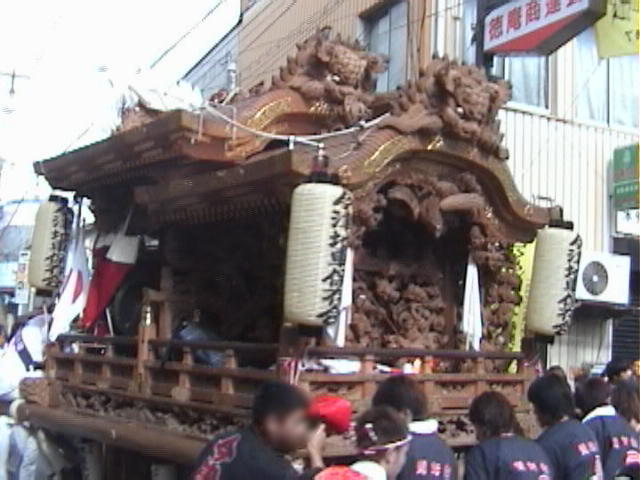
Umzug mit einem Mikoshi

- Mikoshi: Tragbarer Schrein für festliche Umzüge
- Kamidana: Kleiner Altar in Wohnungen, Büroräumen und anderen, säkularen Gebäuden
- Gokoku-jinja (護国神社) ist eine 1939 aufgekommene Bezeichnung (vormals: shōkonsha) für Schreine, in denen die Seelen gefallener japanischer Soldaten verehrt werden. Der bekannteste von diesen ist der Yasukuni-Schrein.
- Hachiman-gū (八幡宮): Schreine, die den 15. Kaiser, Ōjin als die Gottheit Hachiman verehren. Für gewöhnlich bezieht sich die Verehrung auch auf seine legendäre Mutter, Kaiserin-Gemahlin Jingū-kōgō und seine Frau, Himegami. Zu den wichtigsten dieser Schreine zählen der Usa Hachiman-gū in Kyushu, der Iwashimizu-Schrein in Kyoto und der Tsurugaoka Hachiman-gū in Kamakura.
- Tenman-gū (天満宮) sind Schreine, in denen der Gelehrte, Dichter und Politiker Sugawara no Michizane als der Kami Tenjin verehrt wird. Auf den Geländen der Tenman-gū sind typischerweise viele Ume-Bäume zu finden, die Sugawara no Michizane zu Lebzeiten sehr schätzte.
- Tōshō-gū (東照宮) sind Schreine, in denen Tokugawa Ieyasu, der Begründer des Tokugawa-Shogunats als der Kami Tōshō Gongen (oder Tōshō Daigongen) verehrt wird. Tōshō-gū finden sich in ganz Japan, die bekanntesten befinden sich in Nikko, Shizuoka und dem Ueno-Bezirk von Tokio.
- Inari-Schreine (稲荷神社, Inari-jinja): Sie sind als Hauptgottheit dem Kami Inari gewidmet, einer Reis- und Fruchtbarkeitsgottheit. Charakteristisch sind die vielen scharlachroten Torii auf den Geländen, die meist von Kitsune-Statuen flankiert werden. Kitsune (der Weiße Fuchs) ist der Bote von Inari und wird häufig mit diesem identifiziert. Es existieren über 20.000 Inari-Schreine in Japan. Der wichtigste von ihnen ist der Fushimi Inari-Taisha.
- Ujigami-Schreine: Kleinere Schreine für an Familien, Clans oder bestimmte Gemeinden gebundene lokale Gottheiten (Ujigami).

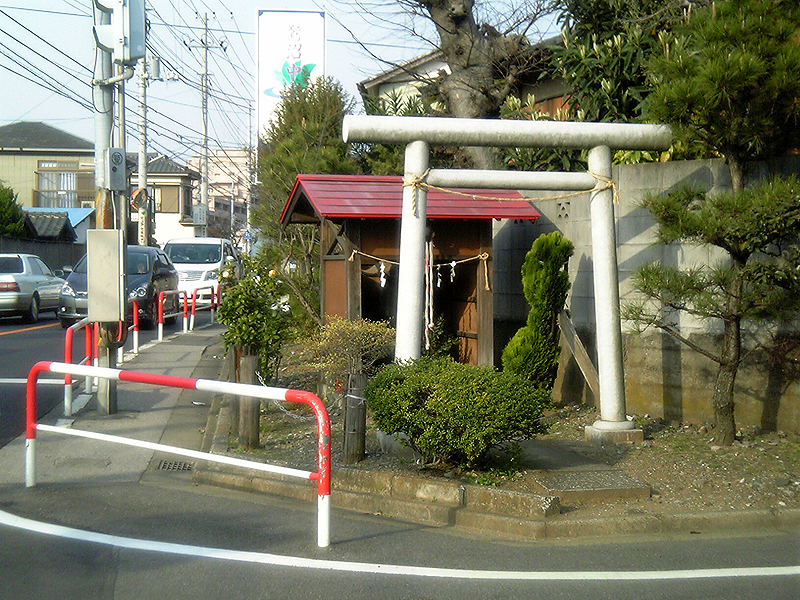
Kleiner Schrein an einer Straßenecke in Narashino, Präfektur Chiba
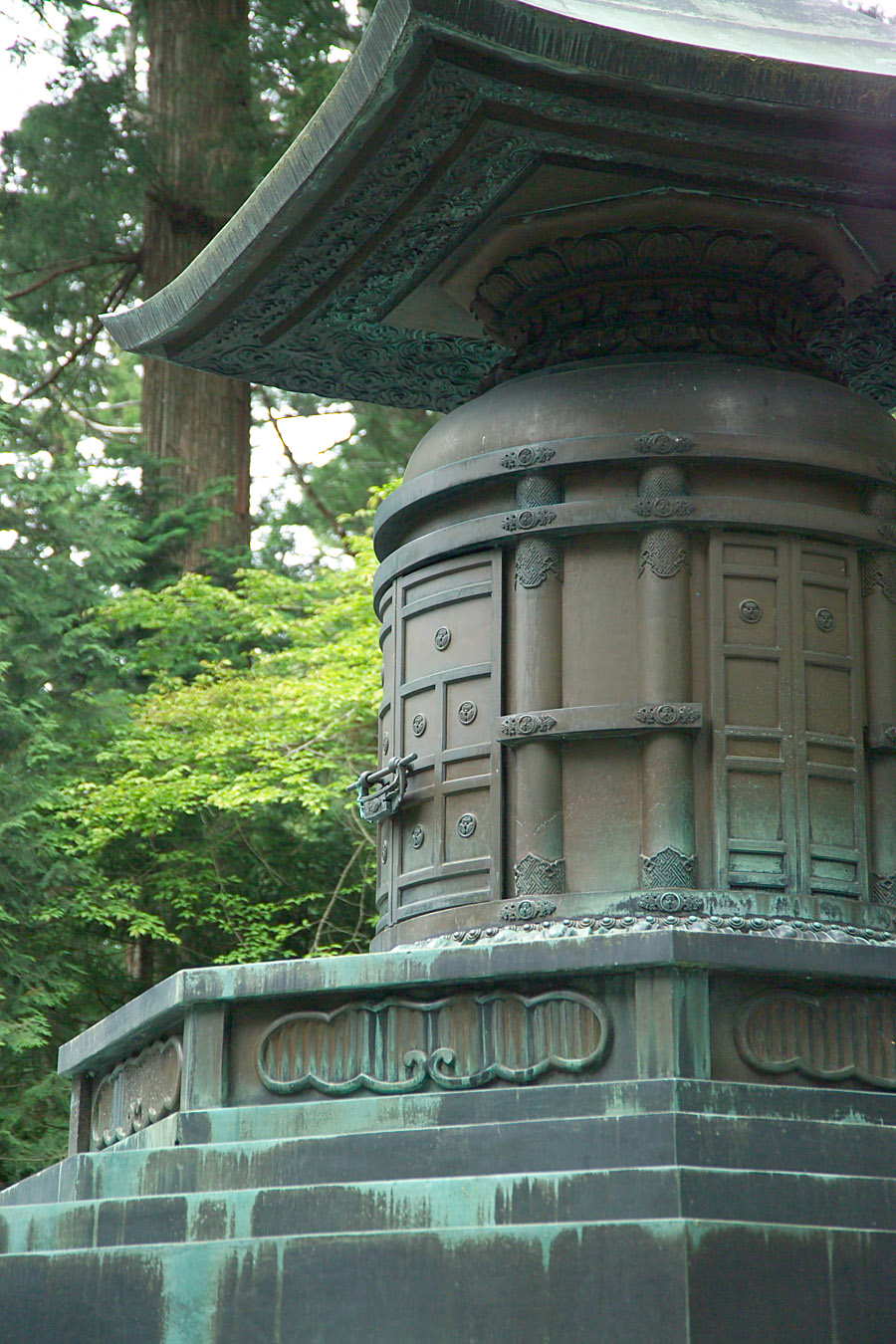
Okusha Hoto, der kleine Schrein im Nikkō Tōshō-gū, in welchem die Überreste des Shoguns Tokugawa Ieyasu aufbewahrt werden

### Titel und Rangsysteme
Gemäß ihrer Funktion oder Bedeutung erhalten manche Schreine bestimmte Titel als Affix für ihren Namen. Die ersten systematischen Rangsysteme für Schreine finden sich im Engi-shiki, einem 905 bis 927 geschriebenen und 967 bekannt gemachten, 50-bändigen Gesetzeswerk, das den gängigen, auf chinesischen Quellen basierenden Codex erweiterte. Die darin gemachten Klassifizierungen waren kanpei-sha (für Regierungsschreine) und kokuhei-sha (für Provinzschreine). Beide Gruppen wurden später in jeweils dai- (groß) und shō- (klein) unterteilt.
Eine weitere Klassifizierung war die Erhebung von Schreinen in den Rang von Chokusaisha, d. h. Schreinen, die ein Anrecht auf einen chokushi, einen besonderen Abgesandten des Tennō zu besonders wichtigen Festen haben.
In der Heian-Zeit wurde versucht, andere Klassifizierungen vorzunehmen, vgl. das System der 22 Schreine. Ebenfalls aus der Heian-Zeit stammen der mittlerweile obsoleten Titel Ichi-no-miya, Ni-no-miya und San-no-miya (wörtlich: „Erster Schrein“, „Zweiter Schrein“ und „Dritter Schrein“), mit dem man bezeugt seit Ende der Heian-Zeit (wahrscheinlich durch die umfangreichen Gesetzesschriften im Auftrag von Kaiser Daigo) den jeweiligen Haupt-Schreine der historischen Provinzen Japans bezeichnete; sowie die Sōja. Die Gouverneure der jeweiligen Präfektur mussten die Ichi-no-miya bzw. Sōja, wo alle kami der Provinz gemeinsam verehrt wurden, bei ihrem Amtsantritt besuchen. So konnten sie hier Opferungen für alle Provinzschreine ausführen, ohne diese selber dafür aufsuchen zu müssen.
Im Rahmen der in der Meiji-Restauration begonnenen Beschlüsse zur Umsetzung des Schrein-Shintō zum Staats-Shintō wurde im Mai 1871 folgendes Ordnungssystem eingeführt:
- kansha (Zentralregierungsschrein)
  - kanpaisha (Regierungsschrein)
    - kanpa taisha (Großer Regierungsschrein)
    - kanpei chūsha (Mittlerer Regierungsschrein)
    - kanpei shōsha (Kleiner Regierungsschrein)

  - kokuheisha (Nationalschrein)
    - kokuhei taisha (Großer Nationalschrein)
    - kokuhei chūsha (Mittlerer Nationalschrein)
    - kokuhei shōsha (Kleiner Nationalschrein)
- shōsha (Diverse) bzw. minsha (Volksschrein)
  - fusha (Stadtschrein)
  - kensha (Präfekturschrein)
  - hansha (Lehensschrein)
  - gōsha (Regionalschrein)
  - sonsha (Dorfschrein)
  - mukakusha (Schreine ohne Rang)

Vor Ende des Zweiten Weltkriegs wurden die gegenwärtig noch benutzten Titel (shagō, gewöhnlich als Suffix) in der Regel durch die Regierung festgelegt, danach durch die im Februar 1946 gegründete „Vereinigung der Shintō-Schreine“ (Jinja-honchō). Schreine, die keine der folgenden, besonderen Titel erhalten, tragen für gewöhnlich als Titel das Suffix -jinja, -sha oder -miya.

## Schreine außerhalb Japans

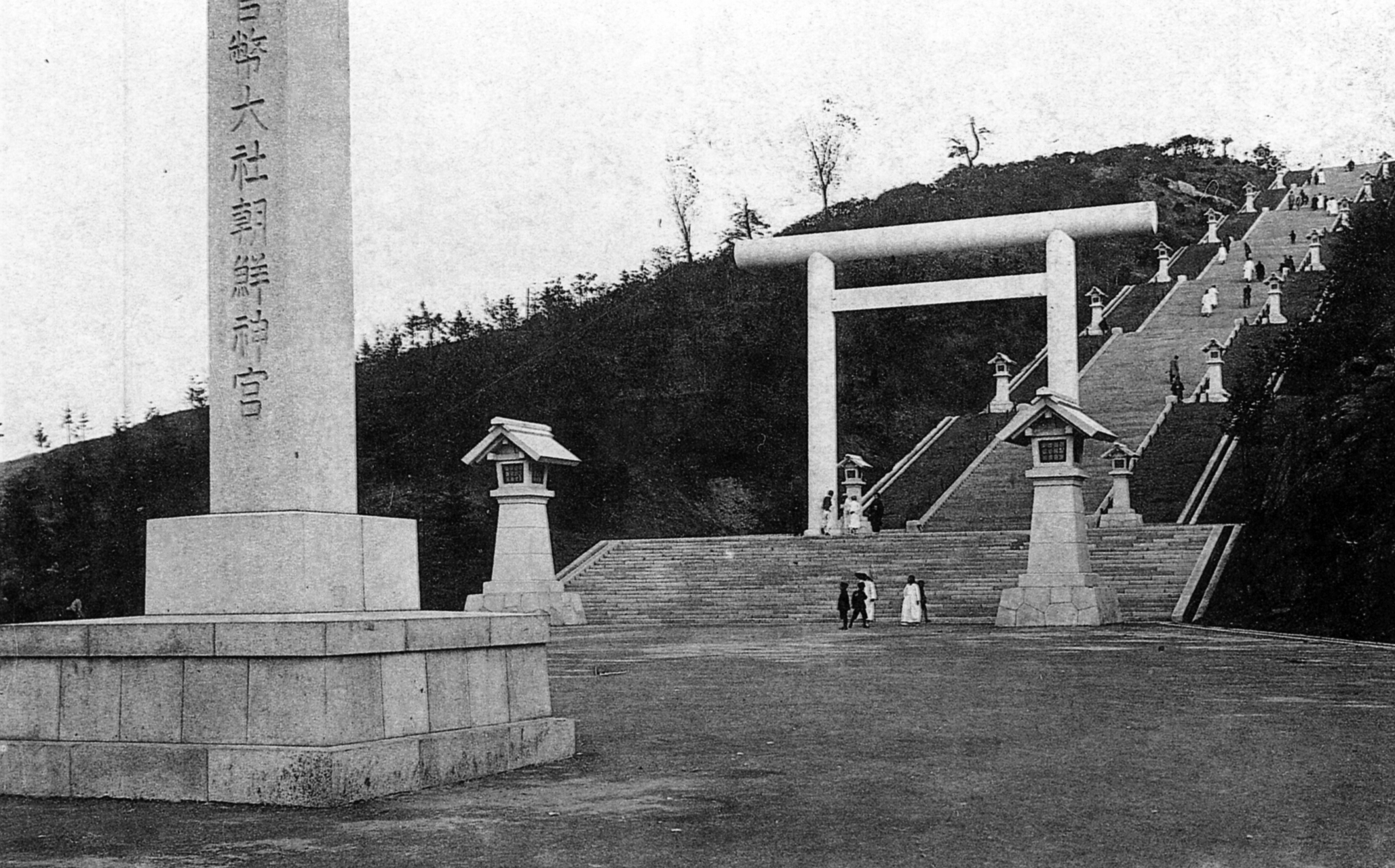
Der Chōsen-jingū zur Zeit des Japanischen Kaiserreichs

Shintō-Schreine finden sich im Allgemeinen nur dort, wo Japaner leben oder lebten. Die meisten noch aktiven finden sich in Brasilien und Nordamerika, wo sich viele japanische Emigranten angesiedelt haben. Auch in Europa (Frankreich und Niederlande) gibt es vereinzelte Schreine.
Nur wenige Ruinen und noch weniger intakte Schreine sind von den Tausenden erhalten, die während der Phase des Japanischen Kaiserreichs und des Staats-Shintō im 20. Jahrhundert in den japanischen Kolonien überall in Ostasien gebaut worden waren. Zu den bedeutendsten gehören wohl diejenigen, die noch vor Kriegsende in den Rang eines Jingū erhoben worden waren, so der Taiwan-jingū (台湾神宮, dt. „Taiwan-Schrein“) in Taipeh (Taiwan), der Chōsen-jingū (朝鮮神宮, dt. „Korea-Schrein“) in Seoul (Südkorea) und der Kantō-jingū (関東神宮, dt. „Guandong-Schrein“) in Lüshunkou (Volksrepublik China). Diese drei Schreine wurden am Ende des Zweiten Weltkrieges von den jeweiligen, nun unabhängigen Staaten abgerissen.
Auf den erst ab Mitte des 19. Jahrhunderts von Japan annektierten Inseln Okinawa und Hokkaidō finden sich aus ähnlichen Gründen ebenfalls weniger Schreine als im restlichen Japan.

## Personal

### Kannushi
→ Hauptartikel: Kan’nushi

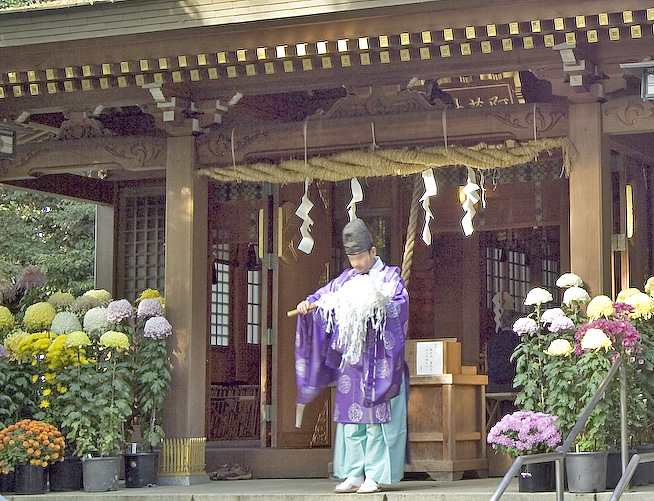
Guji im Kannushi-Schrein

Ein Kan’nushi (神主) oder Guji (宮司) ist verantwortlich für die Pflege des Schreins und die Durchführung der Riten. Traditionellerweise wurden viele Schreine allerdings von der örtlichen "Schreingemeinde", den ujiko (氏子), geführt und verwaltet. Vor der Meiji-Restauration waren die meisten Schreine einem buddhistischen Tempel angeschlossen, ihre Pflege wurde teilweise von buddhistischen Mönchen übernommen.

### Miko
→ Hauptartikel: Miko

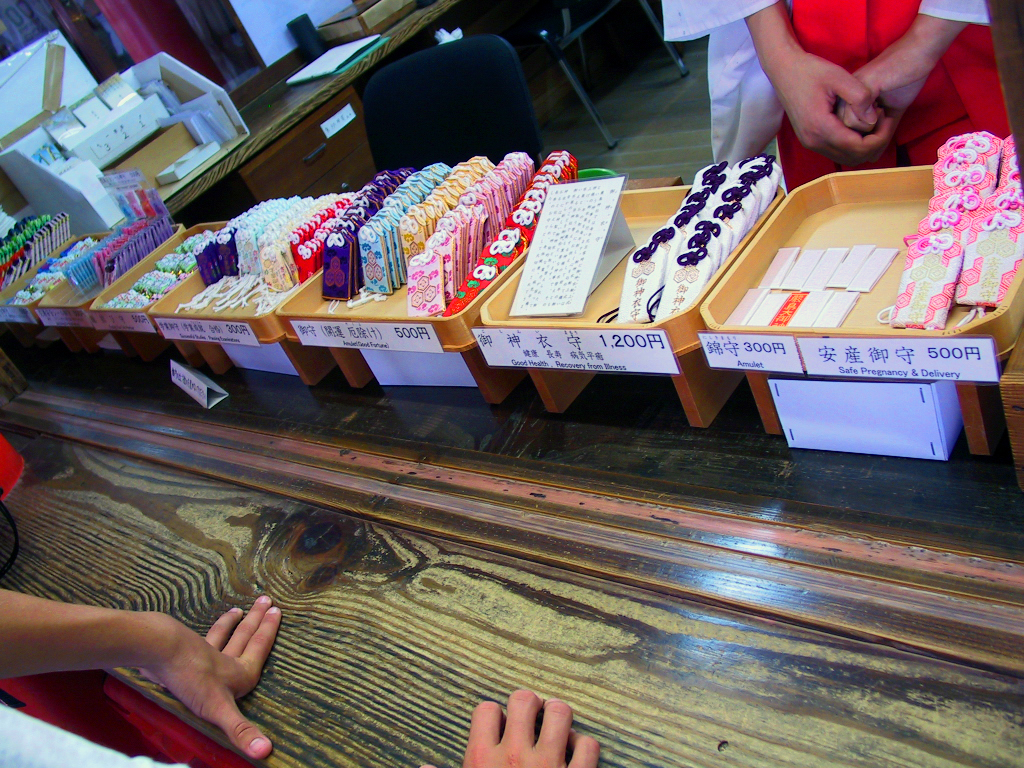
Eine Miko (im Hintergrund) verkauft Glücksbringer im Itsukushima-Schrein

Miko (巫女) sind junge, meist unverheiratete Frauen, die den Priestern in mittleren und größeren Tempeln bei allen anfallenden Arbeiten helfen. Sie kümmern sich sowohl um die Vorbereitungen der Zeremonien als auch um die Ausführung einiger Tänze sowie um Profanes wie das Verkaufen von kleinen Reliquien und die Säuberung der Schrein-Anlagen.